# Беринг (ледник)
Беринг — самый крупный горный ледник в мире. Расположен в горах Чугач на Аляске (Северная Америка). Длина ледника от самого удалённого истока составляет 203 км, площадь — около 5800 км². На леднике берут начало несколько рек, от него питается солёное озеро Витус. Назван в честь русского путешественника Витуса Беринга.